# Cumella hirsuta
Cumella hirsuta är en kräftdjursart som först beskrevs av Hansen 1895.  Cumella hirsuta ingår i släktet Cumella och familjen Nannastacidae.
Artens utbredningsområde är Karibiska havet. Inga underarter finns listade i Catalogue of Life.